# Posada Jaśliska
Posada Jaśliska est une localité polonaise de la gmina de Jaśliska, située dans le powiat de Krosno en voïvodie des Basses-Carpates.
En 2021, la localité compte 793 habitants.